# 科爾卡班巴區 (瓦拉斯省)
科爾卡班巴區（西班牙語：Distrito de Colcabamba），是秘魯的一個區，位於該國北部安卡什大區的瓦拉斯省，始建於1941年10月31日，面積50.65平方公里，海拔高度3,136米，2005年人口270，人口密度為每平方公里5.3人。